# 1947년 전국체육대회 축구 일반부 남자
1947년 전국체육대회 축구 일반부 남자는 미군정 조선 서울특별자유시에서 개최된 1947년 전국체육대회 축구의 세부 종목이다.

## 예선
조선축구협회는 각 지역 축구협회 또는 지역 체육회를 통해 협회 등록팀에 한하여 1947년 9월 30일까지 참가 접수를 받았다. 지역별 상황에 따라 지역 예선을 거치거나 성적을 토대로 지역별 출전팀이 결정되었다.

## 대회 진행
축구 일반부 남자 종목은 1947년 10월 13일부터 10월 19일까지 서울특별자유시에서 진행되었다. 1라운드 경기는 10월 13일에 진행되었고, 2라운드 경기는 10월 15일에 진행되었다. 준결승 경기는 10월 17일에 서울운동장에서 진행되었고, 결승 경기는 10월 19일에 서울운동장에서 진행되었다.

## 선수단
| 선수단          | 지역           | 비고 |
| --------------- | -------------- | ---- |
| 광주 축구단     | 전라남도       |      |
| 국경 축구단     | 경상북도       |      |
| 조선전업 축구단 | 서울특별자유시 |      |
| 조일양조 축구단 | 경기도         |      |
| 진주 축구단     | 경상남도       |      |
| 청주 축구단     | 충청북도       |      |
| 춘천 축구단     | 강원도         |      |

## 경기 결과
|  | 4강              | 4강             |                  |   | 결승 | 결승 |
|  |                  |                 |                  |   |      |      |
|  | 10월 17일 - 서울 |                 |                  |   |      |      |
|  |                  |                 |                  |   |      |      |
|  | 조선전업 축구단  | 4               |                  |   |      |      |
|  | 조선전업 축구단  | 4               | 10월 19일 - 서울 |   |      |      |
|  | 광주 축구단      | 0               |                  |   |      |      |
|  | 광주 축구단      | 0               | 조선전업 축구단  | 6 |      |      |
|  | 10월 17일 - 서울 |                 | 조선전업 축구단  | 6 |      |      |
|  |                  | 조일양조 축구단 | 1                |   |      |      |
|  | 조일양조 축구단  | 조일양조 축구단 | 1                | 4 |      |      |
|  | 조일양조 축구단  |                 |                  | 4 |      |      |
|  | 진주 축구단      | 1               |                  |   |      |      |
|  | 진주 축구단      | 1               |                  |   |      |      |

### 1~2라운드
| 조선전업 축구단 | 8 : 0 | 춘천 축구단 |
| --------------- | ----- | ----------- |
|                 |       |             |

| 광주 축구단 | 2 : 0 | 국경 축구단 |
| ----------- | ----- | ----------- |
|             |       |             |

| 조선전업 축구단 | 6 : 0 | 청주 축구단 |
| --------------- | ----- | ----------- |
|                 |       |             |

### 4강
| 조선전업 축구단 | 4 : 0 | 광주 축구단 |
| --------------- | ----- | ----------- |
|                 |       |             |

| 조일양조 축구단 | 4 : 1 | 진주 축구단 |
| --------------- | ----- | ----------- |
|                 |       |             |

### 결승
| 조선전업 축구단 | 6 : 1 | 조일양조 축구단 |
| --------------- | ----- | --------------- |
|                 |       |                 |

## 참고 문헌
- 대한체육회 (1970). 《대한체육회 50년》. 2020년 11월 8일에 원본 문서에서 보존된 문서. 2020년 12월 7일에 확인함.
- 대한체육회 (1990). 《대한체육회 70년사》. 2020년 11월 8일에 원본 문서에서 보존된 문서. 2020년 12월 7일에 확인함.
- 대한체육회 (2011). 《대한체육회 90년사》. 2020년 11월 8일에 원본 문서에서 보존된 문서. 2020년 12월 7일에 확인함.
- “제28회 전국체육대회 축구 일반부 남자 경기 결과”. 대한체육회.
- “秋季蹴球(추계축구)올림픽”. 조선일보. 1947년 8월 28일.
- “一九四七年度(일구사칠년도)올림픽大會蹴球部參加規定(대회축구부참가규정)”. 경향신문. 1948년 8월 28일.
- “豪華十二種目競技(호화십이종목경기) 朝鮮(조선)올림픽明日開幕(명일개막)”. 동아일보. 1947년 10월 12일.
- “三千健兒(삼천건아)의躍動譜(약동보) 朝鮮(조선)올림픽第一日戰績(제일일전적)”. 동아일보. 1947년 10월 15일.
- “朝鮮(조선)올림픽大會(대회) 第一(제일),二日戰績(이일전적)”. 조선일보. 1947년 10월 15일.
- “今日(금일)의運動(운동)”. 조선일보. 1947년 10월 15일.
- “今日(금일)의競技(경기)”. 조선일보. 1947년 10월 16일.
- “今日(금일)의競技(경기)”. 조선일보. 1947년 10월 17일.
- “今日(금일)의競技(경기)”. 조선일보. 1947년 10월 18일.
- “今日(금일)의競技(경기)”. 조선일보. 1947년 10월 19일.
- “世界新記錄(세계신기록)- 朝鮮新記錄七突破(조선신기록칠돌파) 燦爛(찬란)!朝鮮(조선)올림픽閉會(폐회)”. 조선일보. 1947년 10월 21일.